# Domenico Carafa della Spina di Traetto

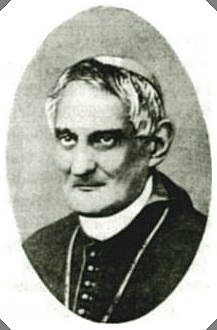
Domenico Kardinal Carafa della Spina di Traetto

Domenico Carafa della Spina di Traetto (* 12. Juli 1805 in Neapel; † 17. Juni 1879 ebenda; auch Domenico Carafa oder Domenico Carafa di Traetto) war Erzbischof von Benevent und Kardinal.

## Leben
Domenico Carafa, aus dem Adelsgeschlecht  Carafa della Spina stammend, war der Sohn von Francesco Carafa della Spina, 3. Herzog von Traetto, und Paola Orsini. Papst Paul IV. gehörte zu seinen Verwandten väterlicherseits, Papst Benedikt XIII. von Seiten der Mutter. Ab 1817 studierte er in Rom und promovierte 1826 in Zivil- und Kirchenrecht. Schon 1819, mit 14 Jahren, war er Apostolischer Vizelegat in Ravenna. In den folgenden Jahren war Carafa noch mehrfach als solcher in Italien tätig. Am 30. Mai 1841 empfing er die Priesterweihe.
Papst Gregor XVI. ernannte ihn am 22. Juli 1844 zum Erzbischof von Benevent und nahm ihn am selben Tag als Kardinalpriester von Santa Maria degli Angeli e dei Martiri ins Kardinalskollegium auf. Carafa zögerte zunächst, die Ernennung anzunehmen, tat dies aber auch auf Anraten seines engen Freundes Kardinal Giovanni Maria Mastai-Ferretti, später Papst Pius IX. Die Bischofsweihe spendete ihm am 11. August 1844 Kardinal Vincenzo Macchi, Sekretär des Heiligen Offiziums. Nach dem Tod Gregors XVI. nahm Kardinal Carafa am Konklave 1846 teil, das Pius IX. wählte. Während der Revolutionen von 1848 zog er sich in seine Heimatstadt Neapel zurück. Erst im Januar 1849 konnte er in sein Erzbistum zurückkehren. Am 18. April 1850 verbot er seinem Klerus, an politischen Versammlungen teilzunehmen. Die darauffolgenden Jahre war Kardinal Carafa auf rein geistliche Aufgaben beschränkt, wobei das einzig Nennenswerte die diözesane Synode von 1855 war, der er das im Vorjahr verkündete Dogma der Unbefleckten Empfängnis Marias vorlegte. Im September 1860 wurde ihm im Zuge der Einigung Italiens die Macht als Päpstlicher Herzog entzogen, außerdem wurde er aus Benevent vertrieben und das Priesterseminar zu einer Kaserne umfunktioniert. Erst im April 1867 konnte Carafa nach Benevent zurückkehren.
1864 ernannte ihn Pius IX. zum Kämmerer des Heiligen Kardinalskollegiums, was er bis zum 27. März 1865 blieb. Von 1869 bis 1870 nahm Kardinal Carafa als Konzilsvater am Ersten Vatikanischen Konzil teil. Als einer der wenigen verbliebenen Kardinäle, die noch von Gregor XVI. ernannt waren, nahm er am Konklave 1878 teil. Der neue Papst Leo XIII. wies ihm am 12. Mai 1879 die Titelkirche San Lorenzo in Lucina zu. Als er nach Rom reisen wollte, um seine Titel in Empfang zu nehmen, musste er aus gesundheitlichen Gründen in Neapel halten, wo er dann auch starb.